# Sofia Polgar
Sofia of Zsofia Polgar (Hongaars: Polgár Zsófia, Hebreeuws: סופיה פולגאר) (Boedapest, 2 november 1974) is een Hongaars-Israëlische schaakster. Ze is de middelste van de beroemde Polgar-zussen uit Hongarije die in de laatste decennia van de 20e eeuw de schaakwereld stormenderhand veroverden. Haar zusters Judit en Susan zijn beiden grootmeester. Sofia heeft zelf de titels vrouwengrootmeester (WGM) en internationaal meester (IM); die laatste werd haar in 1990 toegekend door de FIDE.
Zsofia Polgar verbaasde de wereld door in 1989 op jonge leeftijd in Rome verschillende Russische grootmeesters te verslaan, een prestatie die als de Sack of Rome bekendstaat. Zij behaalde daarmee een van de hoogste toernooiprestatieratings aller tijden. Op de wereldranglijst was zij op een bepaald moment de 6e schaakster ter wereld, maar sinds 2005 is zij weinig actief in het schaken.
Polgar is van Joodse afkomst. Ze trouwde in 1999 met de Israëlische grootmeester Yona Kosashvili en emigreerde met haar ouders naar het land van haar echtgenoot. Kosashvili is arts van beroep. Zij hebben een zoon. Later emigreerde het gezin naar Canada, maar nog later keerden ze terug naar Israël. Polgar legt zich toe op beeldende kunst.

## Voorbeeldpartij
| 8 |                           |    | rd |    |    | rd | kd |    |
| 7 | pd                        | bd |    | qd | pd |    |    | pd |
| 6 |                           | pd |    | pd |    |    |    |    |
| 5 |                           |    |    |    | ql |    |    | nd |
| 4 |                           |    | pl |    |    | pd |    |    |
| 3 |                           | pl | nl |    |    | pl |    |    |
| 2 | pl                        |    | nl |    | bl |    | pl | pl |
| 1 |                           | rl |    | rl |    |    | kl |    |
|   | a                         | b  | c  | d  | e  | f  | g  | h  |
|   | Polgar-Sosonko, 1991. 1-0 |    |    |    |    |    |    |    |

In 1991 won Polgar op Aruba een Siciliaanse partij van de Nederlandse grootmeester Genna Sosonko:
Sofia Polgar – Gennady Sosonko:
1.e4 c5 2.Pf3 Pc6 3.d4 cxd4 4.Pxd4 g6 5.c4 Lg7 6.Le3 Pf6 7.Pc3 0-0 8.Le2 b6 9.Dd2 Lb7 10.f3 Tc8 11.0-0 Ph5 12.Pc2 d6 13.Tab1 Dd7 14.Tfd1 f5 15.exf5 gxf5 16.Lh6 Pe5 17.b3 f4 18.Lxg7 Kxg7 19.Dd4 Kg8 20.Dxe5 (diagram)